# Ryan Cox
Pour les articles homonymes, voir Cox.
Ryan Cox (né le 9 avril 1979 à Johannesbourg, en Afrique du Sud et mort le 1er août 2007 dans la même ville) était un coureur cycliste professionnel sud-africain.

## Biographie
Ryan Cox était professionnel depuis 2000 et évoluait depuis 2003 dans l'équipe britannique Continental Pro Barloworld. Malgré sa grande taille, c'était un assez bon grimpeur.
Ryan Cox a remporté le Tour de Langkawi en 2005 et a été champion d'Afrique du Sud sur route en 2004 et 2005.
Il est décédé le 1er août 2007 de complications post-opératoires sur une lésion vasculaire à la jambe gauche.

## Palmarès
- 2001
  - 2e du championnat d'Afrique du Sud du contre-la-montre
- 2002
  - 2e du championnat d'Afrique du Sud sur route
  - 3e du championnat d'Afrique du Sud du contre-la-montre
- 2003
  - 1re étape du Circuit des mines
- 2004
  -  Champion d'Afrique du Sud sur route
  - Tour du lac Qinghai :
    - Classement général
    - 1re étape

  - 2e du Tour de Langkawi
- 2005
  -  Champion d'Afrique du Sud sur route
  - Tour de Langkawi :
    - Classement général
    - 8e étape

  - 6e étape du Tour du lac Qinghai
  - 2e de l'UCI Africa Tour
  - 2e de l'UCI Asia Tour
  - 2e du championnat d'Afrique du Sud du contre-la-montre
  - 2e du Tour du Cap
- 2006
  - 3e du Tour du Cap

## Classements mondiaux
| Année         | 2005 |
| ------------- | ---- |
| UCI Asia Tour | 2e   |